# Cedi
O cedi ou cídi (símbolo ₵), oficialmente cedi ou cídi do Gana, é a unidade monetária do Gana. Costuma ser dividido em 100 pesewas, embora a inflação tenha eliminado essas subdivisões. O sinal da moeda (cedi) foi aceite em Unicode como U+20B5 (2004). O seu código ISO é GHS.

## História
O primeiro cedi foi introduzido em 1965, substituindo a libra a uma taxa de 2,4 cedi = 1 libra, ou 1 pesewa = 1 centavo. O primeiro cedi foi atrelado à libra esterlina a uma taxa de 2,4 cedis = £ 1, ou 8s 4d por cedi.
Por causa da inflação galopante nas décadas anteriores à troca, o segundo cedi valia apenas uma pequena fração de seu valor original. O governo decidiu "cortar" quatro zeros da moeda ao mudar para o terceiro cedi. A nova moeda não foi introduzida como o terceiro cedi, mas é oficialmente chamada de "cedi ganense" (GH₵), em contraste com o segundo cedi que era oficialmente conhecido como "novo cedi". No segundo semestre de 2007, tanto o segundo quanto o terceiro cedi eram moeda legal, pois a moeda antiga estava sendo gradualmente retirada. No final de dezembro de 2007, mais de 90% de todas as moedas e notas antigas haviam sido retiradas. A partir de janeiro de 2008, notas antigas só podiam ser trocadas em bancos e não tinham mais curso legal.
Devido ao seu poder de compra insignificante, a moeda de um pesewa raramente é vista em circulação. Em setembro de 2021, o Banco de Gana iniciou o processo de retirada das notas de GH₵1 e GH₵2 de circulação para incentivar o uso de moedas de seus valores de face correspondentes.
Em agosto de 2022, a inflação acelerada e a contínua má gestão econômica fizeram com que o valor do cedi caísse para 10 centavos de dólar americano (GH₵10 = US$ 1). 
Em setembro de 2022, a taxa de inflação anual de 37,2%, conforme relatado pelo Serviço Estatístico de Gana, foi a mais alta desde 2001.

## Moedas

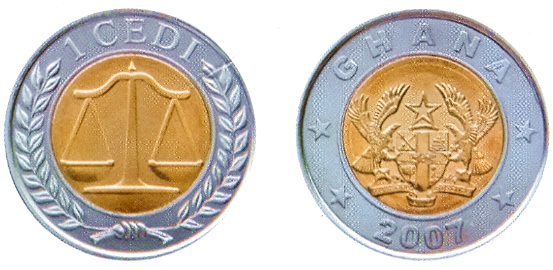
Moeda de 1 Cedi